# Bueninvest
É uma holding controlada por Edmundo Safdié que controla ou tem participações em diversas empresas tais como
- Equatorial Sistemas
- Safira participações
- Safira Turismo
- Safira Factoring
- Buena Compañía Securizadora
- Helibrás
- Dz negócios com energia
- Hidropar S/A